# Džek Danijels
Džek Danijels (engl. Jack Daniel's) je vrsta viskija, poznata po četvrtastoj boci i crnoj etiketi. Proizvodi se u Linčburgu, Tenesi, SAD, od strane Jack Daniel's Distillery osnovane 1866. godine u istoimenom gradu.

## Istorija kompanije
Osnivač kompanije, Džasper Njuton Džek Danijel je rođen u septembru 1846. godine. Sa dvadeset godina je već imao licencu za destilaciju alkohola koju je dobio 1866. godine. Danijel je bio jedan od trinaestoro dece. Džek Danielsov deda, Džozef Danijel, emigrirao je iz Velsa kao i njegova supruga iz Škotske u Sjedinjene Države. Tako da Džek Danijel ima velško, škotsko, englesko i škotsko-irsko poreklo.
Džek je umro u 1911. od trovanja krvi koja je počela od infekcije.
Džek Danijel se nikada nije ženio, niti je imao decu. Međutim, on je uzeo nećaka, Lem Motlov pod svoje i polako ga upućivao u poslove kompanije posebno u računovodstvo.

## Tehnologija
Tenesi viski se filtrira kroz ugalj od javorovog šećera, skladišti u velikim drvenim buradima za brže starenje, za razliku od procesa koji se koristi za dobijanje Kentaki burbona.

## Kokteli
je alkoholna komponenta čuvenog Jack and Coke koktela.
U Velikoj Britaniji i Australiji, „JD and Coke“ je izraz za Jack Daniel's i Koka-kolu.
Jack Daniel's je takođe deo koktela Linchburg Lemonade.

## Zanimljivosti
Mnogi rok-muzicari (Van Halen, Guns N' Roses itd.) su doneli kompaniji svetsku slavu koristeći Džek Danijelsov viski često i na rok-koncertima, takođe noseći Džek Danijelsovu reklamnu majicu. 
Američki muzičar Džeri Li Luis (Jerry Lee Lewis) je takođe napisao pesmu: Jack Daniel's Old No. 7. Zbog toga Džek Danijels danas proizvodi pored mnogobrojnih suvenira žice, trzalice za gitaru i električnu bas-gitaru.